# Gersheim
Gersheim este o comună din landul Saarland, Germania. Se află la circa 20 km la sud de Homburg și 25 km sud-est de Saarbrücken.